# Murnau vasútállomás
Murnau vasútállomás egy vasútállomás Németországban, azon belül Bajorországban, Murnau am Staffelsee városban. Az állomás 1879 május 15-én nyílt meg. Napjainkban a pályaudvar 11 vágányára naponta 220 vonat érkezik, melyek háromezer utast szállítanak el.
2010-ben az Allianz pro Schiene nonprofit szervezet az év vasútállomásának választotta.
Forgalma alapján a Német vasútállomás-kategóriák közül a negyedikbe tartozik.

## Kapcsolódó vasútvonalak
- München–Garmisch-Partenkirchen-vasútvonal (km 74,9)
- Murnau–Oberammergau-vasútvonal (km 0,0)

## Forgalom
2014-ben az állomást az alábbi járatok érintették:

### Vasút
| Járatszám | Útvonal | Gyakoriság              |
| --------- | --- | ----------------------- |
| ICE 25    | Werdenfelser Land: Hamburg-Altona – Hannover – Göttingen – Kassel-Wilhelmshöhe – Würzburg – Nürnberg – München – Murnau – Garmisch-Partenkirchen | egy vonatpár            |
| ICE 25    | Zugspitze: Garmisch-Partenkirchen – Murnau – München – Nürnberg – Würzburg – Kassel-Wilhelmshöhe – Göttingen – Hannover – Bréma                  | egy vonat               |
| ICE 28    | Zugspitze: Nürnberg – München – Murnau – Garmisch-Partenkirchen                                                                                  | egy vonat               |
| ICE 28    | Karwendel: Hamburg-Altona – Berlin – Leipzig – Jena Paradies – Nürnberg – München – Murnau – Garmisch-Partenkirchen – Mittenwald (– Innsbruck)   | egy vonatpár kéthetente |
| ICE 41    | Wetterstein: Dortmund – Essen – Düsseldorf – Köln – Frankfurt (Main) – Würzburg – Nürnberg – München – Murnau – Garmisch-Partenkirchen           | egy vonatpár szombaton  |
| RE        | München – Weilheim – Murnau – Garmisch-Partenkirchen – Mittenwald / (– Lermoos – Reutte in Tirol)                                                | egy vonat csúcsidőben   |
| RB        | München – Tutzing – Weilheim – Murnau – Garmisch-Partenkirchen – Mittenwald (– Seefeld in Tirol)                                                 | kétóránként             |
| RB        | München – Tutzing – Weilheim – Murnau – Garmisch-Partenkirchen – Mittenwald – Seefeld in Tirol – Innsbruck                                       | négyóránként            |
| RB        | München – Tutzing – Weilheim – Murnau – Garmisch-Partenkirchen                                                                                   | négyóránként            |
| RB        | München – Tutzing – Weilheim – Murnau (– Garmisch-Partenkirchen)                                                                                 | egy vonat csúcsidőben   |
| RB        | Murnau – Bad Kohlgrub – Oberammergau | óránként                |

### Autóbuszok
| Járatszám | Kategória   | Útvonal                                                       |
| --------- | ----------- | ------------------------------------------------------------- |
| 9601      | Regionalbus | Weilheim – Huglfing – Uffing – Murnau                         |
| 9601k     | Regionalbus | Murnau – Kirnberg                                             |
| 9607      | Regionalbus | Ettal – Ohlstadt – Murnau                                     |
| 9611      | Regionalbus | Kochel – Großweil – Ohlstadt–Hechendorf/Unfallklinik – Murnau |
| 9620      | Regionalbus | Murnau – Riegsee – Murnau                                     |
| 9621      | Regionalbus | Oberammergau – Saulgrub – Bad Kohlgrub – Murnau               |
| 9623      | Regionalbus | Hagen – Murnau – Grafenaschau                                 |